# Dr Kotô
Pour les articles homonymes, voir Koto (homonymie).
Dr. Kotô (Dr.コトー診療所, Dr. Kotō Shinryōjo) est une série manga de Takatoshi Yamada. Le manga a été prépublié entre 2000 et 2008 dans le magazine Weekly Young Sunday, avant d'être transférée dans le magazine Big Comic Original, et 25 tomes sont sortis au 30 juin 2010. Un tome spécial est sorti le 30 novembre 2011. La version française est éditée en intégralité par Kana.
En 2004, le manga est récompensé par le prix Shōgakukan dans la catégorie générale.

## Synopsis
Gotô Kensuke, un jeune docteur, s'installe dans une petite île reculée et dénuée de toute structure médicale.

## Adaptation
La série est adaptée en série télévisée pour Fuji Television : La Clinique du Dr Koto (2003-2006).